# Jess Jochimsen

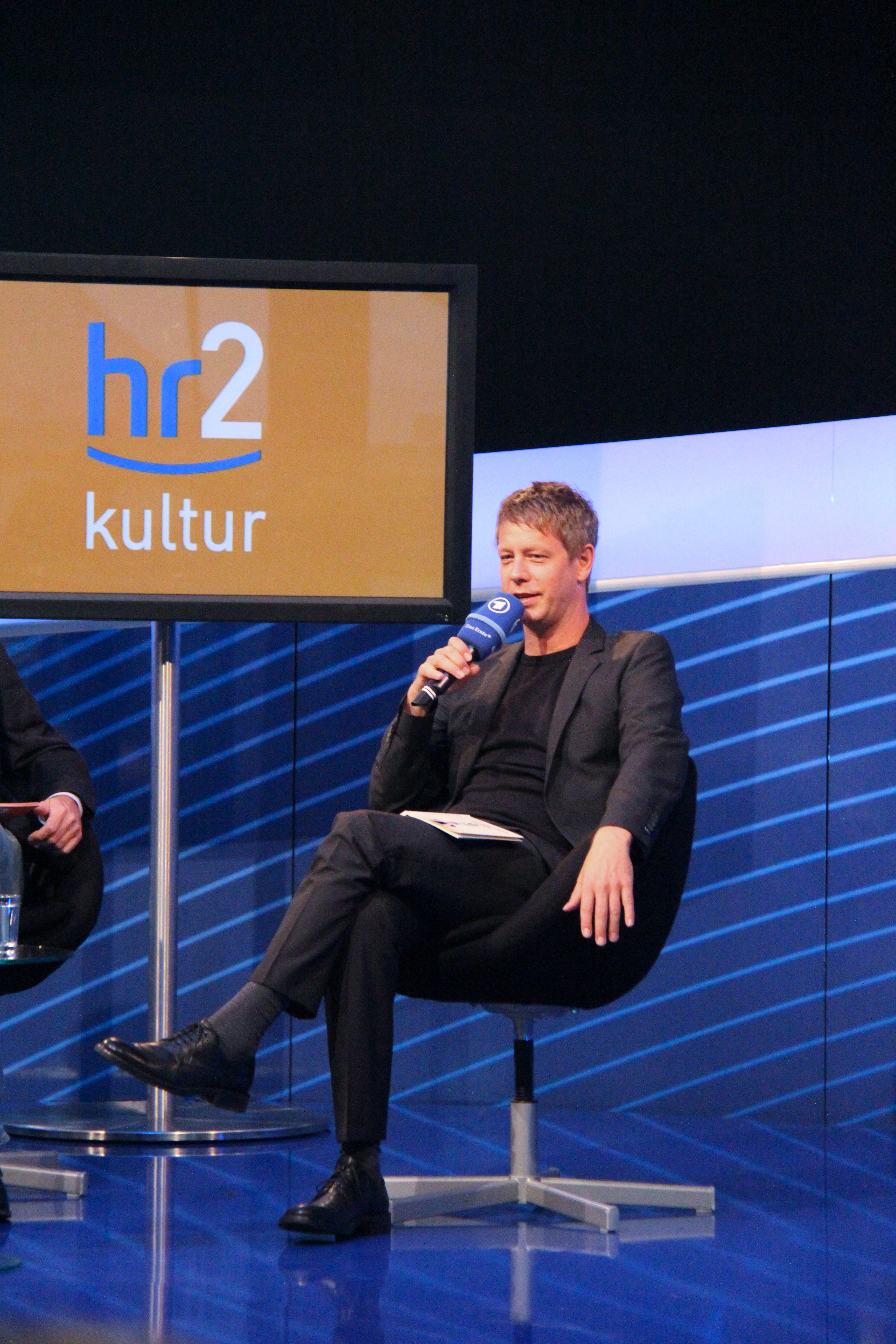
Jess Jochimsen auf der Frankfurter Buchmesse 2011

Jess Jochimsen (* 16. Juli 1970 in München) ist ein deutscher Kabarettist und Autor.

## Leben
Jess Jochimsen wuchs in Baldham bei München auf und sammelte bereits am Gymnasium Vaterstetten Erfahrungen auf der Bühne als Kleinkünstler. Nach dem Abitur studierte er Germanistik, Politikwissenschaft und Philosophie. Seit 1995 tourt er freiberuflich als Comedian über deutschsprachige Kleinkunstbühnen und arbeitet für Hörfunk und andere Medien. Zahlreiche Fernsehauftritte u. a. beim Scheibenwischer, Quatsch Comedy Club und bei RTL Samstag Nacht haben ihn bundesweit bekannt gemacht. In seiner Wahlheimat Freiburg hat er eine regelmäßige Zeitungs-Kolumne.
Seit Oktober 2000 moderiert Jochimsen die WDR-Radio-Sendung „Die Vorleser“, eine Art „Festival der literarischen Komik“. Sechsmal im Jahr tragen drei eingeladene Live-Literaten auf einer Theaterbühne (meistens dem „Pantheon“ in Bonn) Lustvolles und Irrwitziges, immer Textgut aus eigener Feder vor. Das Ganze nennt sich „Stand-up Poetry“, denn das Konzept ist aus der angloamerikanischen Welt des Post-Hiphop entlehnt. Jochimsen hatte auch eine wöchentliche Hörkolumne in der Reihe „U-Punkt“ auf WDR 2.
Jess Jochimsen lebt in Freiburg im Breisgau. Dort hatte er einige Jahre die Vorlesereihe Swamp Poetry in der Freiburger Kneipe Swamp.
2011 wurde sein Einpersonenstück Und draußen blüht es dir im Theater Rampe in Stuttgart uraufgeführt. Regie: Eva Hosemann. In Buchform erschien es 2011 unter dem Titel Was sollen die Leute denken.
Am 22. März 2012 lief der auf Jess Jochimsens Roman Bellboy oder: Ich schulde Paul einen Sommer beruhende Film Was weg is, is weg in den Kinos an. Buch und Regie: Christian Lerch (Co-Autor von Wer früher stirbt, ist länger tot).
In seinem Bühnenprogramm Heute wegen Gestern geschlossen (2017) verbindet er Texte, Musik und Dias aus seinen Büchern.
2022 war er Mitgründer des PEN Berlin.

## Programme
- 2024: Bundesordner XXIII, mit weiteren Künstlern, Regie: Fabienne Hadorn, Produktion: Casinotheater Winterthur[6]
- 2023: Bundesordner XXII, mit weiteren Künstlern, Regie: Fabienne Hadorn, Produktion: Casinotheater Winterthur[6]
- 2022: Bundesordner XXI, mit weiteren Künstlern, Regie: Fabienne Hadorn, Produktion: Casinotheater Winterthur[6]
- 2021: Meine Gedanken möchte ich manchmal nicht haben
- 2020: Bundesordner XIX, mit weiteren Künstlern, Regie: Fabienne Hadorn, Produktion: Casinotheater Winterthur[6]
- 2019: Bundesordner XVIII, mit weiteren Künstlern, Regie: Fabienne Hadorn, Produktion: Casinotheater Winterthur[6]
- 2018: Bundesordner XVII, mit weiteren Künstlern, Regie: Fabienne Hadorn, Produktion: Casinotheater Winterthur[6]
- 2017: Heute wegen Gestern geschlossen
- 2017: Bundesordner XVI, mit weiteren Künstlern, Regie: Fabienne Hadorn, Produktion: Casinotheater Winterthur[6]
- 2016: Bundesordner XV, mit weiteren Künstlern, Regie: Fabienne Hadorn, Produktion: Casinotheater Winterthur[6]
- seit 2015: Krieg ich schulfrei, wenn Du stirbst?
- 2014: Halt auf Verlangen, mit Manuel Stahlberger
- 2013: Für die Jahreszeit zu laut
- 2011: Was sollen die Leute denken, szenische Lesung, mit Alexander Paeffgen
- seit 2010: Vier Kerzen für ein Halleluja, Ein Jahresendzeitprogramm
- 2010: Gipfeltreffen, mit Andreas Thiel
- 2009: Night on Earth – Die 6. Stadt, szenische Lesung, mit Alexander Paeffgen
- 2008: Durst ist schlimmer als Heimweh, Texte, Dias, Rock’n’Roll zur allgemeinen Lage
- 2006: Das wird jetzt ein bisschen weh tun, gemeinsam mit dem Musiker Sascha Bendiks
- 2003: Flaschendrehen und andere miese Bräuche, gemeinsam mit dem Musiker Sascha Bendiks (Gesang, Akkordeon, Gitarre, Piano) alias DIE HALBE WAHRHEIT
- 2001: Das Dosenmilch-Trauma, Jess Jochimsen liest Texte, spielt Tiere und singt ein Lied zur Nacht
- 1999: Friss, Vögel oder Stirb!, Musik-Kabarett & Stand-up Comedy. Jochimsen ist die „Generation X“ – politisch indifferent, sexuell desorientiert, aber immer gut gekleidet.
- 1996: Die Entkernung des Pudels
- 1994: Empfängnislose Befleckung
- 1992: Gerüchte aus guter Küche

## Auszeichnungen

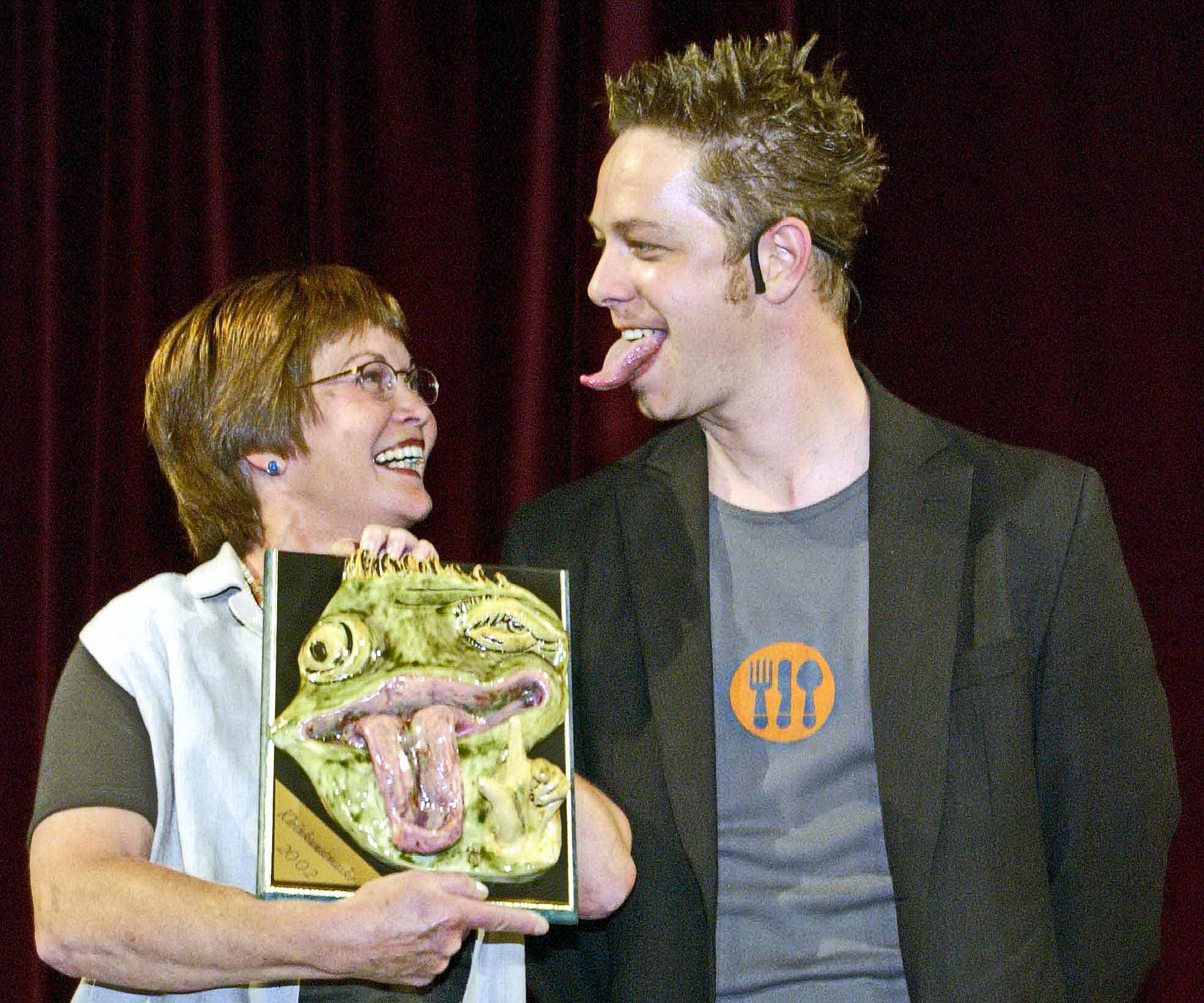
Jess Jochimsen erhält 2002 die Garchinger Kleinkunstmaske

- 1996: Kleinkunstpreis Baden-Württemberg – Förderpreis
- 1996: Kabarett Kaktus
- 1997: Passauer Scharfrichterbeil
- 1998: Deutscher Kabarettpreis – Förderpreis für Die Entkernung des Pudels
- 1999: Prix Pantheon – Jurypreis Frühreif & Verdorben
- 1999: Stern der Woche der Münchner Abendzeitung
- 2000: Stern der Woche der Abendzeitung
- 2000: Rose des Jahres der Münchner tz
- 2002: Garchinger Kleinkunstmaske
- 2006: Förderpreis Komische Literatur zum Kasseler Literaturpreis für grotesken Humor
- 2011: Kleinkunstpreis Baden-Württemberg – Hauptpreis

## Werke

### Bücher
- Das Dosenmilch-Trauma. Bekenntnisse eines 68er-Kindes, München 2000, dtv, ISBN 978-3-423-20370-8
- Flaschendrehen oder: Der Tag, an dem ich Nena zersägte, München 2002, dtv, ISBN 978-3-423-20568-9
- Bellboy, oder: Ich schulde Paul einen Sommer. Roman, München 2005, dtv, ISBN 978-3-423-24477-0
- Danebenleben. Ein fotografischer Streifzug durchs städtische Hinterland, München 2007, dtv, ISBN 978-3-423-21034-8
- Was sollen die Leute denken, München 2011, dtv, ISBN 978-3-423-14048-5 (Basiert auf Jess Jochimsens Einpersonenstück Und draußen blüht es dir)
- Krieg ich schulfrei, wenn du stirbst? Geschichten von einem chaotischen Grundschüler und seinem Rabenvater, München 2012, dtv, ISBN 978-3-423-34715-0.
- Liebespaare bitte hier küssen. Eine fotografische Spurensuche im städtischen Hinterland, dtv, München 2013, ISBN 978-3-423-34772-3.
- Abschlussball. Roman, dtv, München 2017, ISBN 978-3-423-28116-4.
- Mama und Papa hatte ich nicht, ich musste Renate und Eberhard sagen, dtv, München 2018, ISBN 978-3-423-34931-4.

### Diskographie
- FRISS, VÖGEL oder STIRB!. 1999, WortArt. Live-CD. Aufgenommen am 4./5. Mai 1999 im Vorderhaus, Freiburg. ISBN 3-931780-57-0
- Das Krippenspiel. Eine Kindheitskatastrophe nicht nur zu Weihnachten. 2000, WortArt. Live-CD (MCD: 21 Minuten). Aufgenommen am 20. Mai 2000 in Alma Hoppes Lustspielhaus, Hamburg. ISBN 3-931780-71-6
- Das Dosenmilch-Trauma. Jess Jochimsen liest Texte, spielt Tiere und singt ein Lied zur Nacht. Außerdem zeigt er Dias. 2001, WortArt. Live-CD. Aufgenommen am 28./29. Dezember 2000 im Vorderhaus, Freiburg. ISBN 3-7857-1116-6
- Flaschendrehen und andere miese Bräuche. 2004, WortArt. Live-CD. Aufgenommen am 1. November 2003 im Vorderhaus, Freiburg. ISBN 3-7857-1414-9 (mit Sascha Bendiks)
- Bellboy. 2006, WortArt. Live-Lesung mit Jess Jochimsen (3 CDs). ISBN 3-86604-272-8.
- Das wird jetzt ein bisschen weh tun. 2007, WortArt. Live-CD. Aufgenommen am 17./18. November 2006 im Vorderhaus, Freiburg. ISBN 978-3-86604-491-3 (mit Sascha Bendiks)
- Durst ist schlimmer als Heimweh. 2009, WortArt. Live-CD. Aufgenommen am 14./15. November 2008 im Vorderhaus, Freiburg. ISBN 978-3-8371-0063-1
- Was sollen die Leute denken. 2011, WortArt. Live-CD. Aufgenommen am 10. Mai 2011 im Vorderhaus, Freiburg. Sprecher/Text: Jess Jochimsen. Piano/Kompositionen: Alexander Paeffgen. ISBN 978-3-8371-0956-6

## Verfilmungen
- Jochimsens Roman Bellboy, oder: Ich schulde Paul einen Sommer wurde 2012 unter dem Titel Was weg is, is weg verfilmt. Als Cameo tritt Jochimsen in zwei Szenen als Atomkraftgegner Rudi der Aktivist  auf.